# Anisogaster kenyensis
Anisogaster kenyensis là một loài bọ cánh cứng trong họ Cerambycidae.